# Rakaca (vattendrag)
Rakaca är ett vattendrag i Ungern.   Det ligger i provinsen Borsod-Abaúj-Zemplén, i den norra delen av landet, 160 km nordost om huvudstaden Budapest.